# Ugo Giorgetti
Ugo César Giorgetti (São Paulo, 1 de junho de 1942) é um cineasta brasileiro.

## Biografia
Trabalha como roteirista e diretor de filmes publicitários desde 1966, a princípio nas agências Alcântara Machado, C&N, Denison e Proeme, mais tarde nas produtoras Cia. de Cinema, Frame e Espiral.
No início dos anos 1970 realizou dois curtas-metragens sobre aspectos da cidade de São Paulo. Seu primeiro longa, Quebrando a Cara, iniciado em 1977 mas lançado apenas em 1986, é um documentário, rodado em 16 mm, sobre a carreira e as lutas do boxeador Éder Jofre.
"Jogo Duro", primeiro longa de ficção de Giorgetti, conta a história de um grupo de marginalizados que disputam a ocupação de uma casa em bairro nobre de São Paulo. "Festa" recebeu o prêmio de Melhor Filme no Festival de Gramado de 1989.
Em 2004 a Coleção Aplauso Cinema Brasil, da Imprensa Oficial do Estado de São Paulo, publicou o volume "Ugo Giorgetti - o sonho intacto", de Rosane Pavam. Desde 2006, Giorgetti assina uma coluna semanal sobre futebol nas edições de domingo do jornal O Estado de S. Paulo.

## Filmografia
- 1973: Bairro dos Campos Elísios[4]
- 1975: Rua São Bento, 405, Prédio Martinelli (curta)
- 1977-1986: Quebrando a Cara (documentário)
- 1985: Jogo duro
- 1989: Festa
- 1995: Sábado
- 1998: Boleiros - Era uma vez o futebol
- 2000: Uma Outra Cidade
- 2002: O Príncipe
- 2004: Boleiros 2 - Vencedores e vencidos[5]
- 2010: Solo
- 2012: "Cara ou Coroa" (direção e roteiro)
- 2015: Uma Noite em Sampa